# یوتودن
یوتودن (به ژاپنی: 戦国奇譚妖刀伝 Sengoku Kitan Yōtōden) نام یک داستان به سبک فانتزی تاریخی و یک انیمه سه قسمتی اووی‌ای است که در طی سال‌های ۱۹۸۷ و ۱۹۸۸ به بازار ارائه شده است. یک سری مانگا نیز توسط کادوکاوا شوتن دستمایه اقتباس قرار گرفت که از سپتامبر ۱۹۸۹ تا سپتامبر ۱۹۹۰ در مجلهٔ نیوتایپ به چاپ رسید.
داستان این انیمه در طول جنگ داخلی دوره سنگوکو در ژاپن، در تابستان ۱۵۸۱ آغاز و دو سال بعد پایان می‌یابد. در این انیمه، جنگ سالار تاریخی اودا نوبوناگا یک دیو کشتار است که هر کس را که سر راهش قرار بگیرد از بین می‌برد.